# 扎囊站
扎囊站是一個位於中國西藏自治区山南市扎囊县的铁路车站。2021年6月25日随拉林铁路的正式开通运营投入使用。车站站房面积2000平方米，外立面设立灵感源于桑耶寺；站场设4条到发线。